# The Diamond Heist
The Diamond Heist är en brittisk historisk kriminalserie vars första säsong hade premiär på strömningstjänsten Netflix den 16 april 2025. Serien är baserad på verkliga händelser och består av tre avsnitt.

## Rollista (i urval)
- Luke Philpott – Lee Wenham
- Tuncay Gunes – Ray Betson